# Gilbertiodendron dewevrei
Espèce
Classification APG III (2009)
Gilbertiodendron dewevrei est une espèce de plantes à fleurs de la famille des Caesalpiniaceae et du genre Gilbertiodendron, qui a pour nom vernaculaire limbali en français. C'est un arbre de grande taille dont l'aire de répartition s’étend du Nigeria jusqu'en République démocratique du Congo et au nord de l’Angola, généralement au-dessous de 1 000 m d’altitude.
Son épithète spécifique dewevrei rend hommage au botaniste belge Alfred Dewèvre.

## Description
StatureL’arbre peut atteindre 45 m de haut, et présente un fût non ramifié sur une hauteur de 22 m. La cime est dense.
ÉcorceL’écorce est de couleur gris-brun à brun-jaunâtre en surface, et rugueuse.
FeuillesLes feuilles sont alternes et retombantes. Les jeunes feuilles, de couleur rouge, apparaissent tout au long de l’année.
Fleurs et fruitsAu Cameroun, la floraison se produit en janvier-avril, la fructification de juillet à octobre. Les fleurs sont bisexuées, avec des pétales inégaux. Le fruit est une gousse aplatie, de 15-30 cm à 6-10 cm, de couleur brunâtre et recouverte de poils courts de couleur brune. Ces fruits contiennent 4-6 graines, qui sont aplaties, d'un diamètre de 4-5 cm, et d’une couleur brun brillant.

## Utilisation
Usages médicinauxAu Congo, l’écorce est utilisée pour traiter la dysenterie et pour soigner les plaies.
Usages domestiques, artisanaux et industrielsLe bois, connu sous le nom de limbali, est utilisé pour la parqueterie et la menuiserie notamment. Il convient également pour la construction lourde. En République Démocratique du Congo, des liens et bandes pour porter les paniers sont fabriqués à partir de l’écorce interne. De plus, le bois a de nombreuses utilisations dans la construction, notamment la construction navale, les traverses de chemin de fer, les supports de mines, les revêtements de sol, la menuiserie, les cadres de portes et de fenêtres, les outils agricoles, les meubles de jardin, le tournage sur bois et les jouets.